# Gail Emms
Gail Emms (født 23. juli 1977) er en engelsk badmintonspiller. Hun repræsenterede Storbritannien under Sommer-OL 2004 i Athen, Grækenland, hvor hun vandt en sølvmedalje.